# Ambachts
Ambachts is het dialect van de Nederlandse plaats Hendrik-Ido-Ambacht (provincie Zuid-Holland).
Tegenwoordig is het Ambachts het conservatiefst onder de Oost-IJsselmondse dialecten en herbergt nog veel klankgoed dat in andere dorpsvarianten verouderd is. Er bestaan nog geen tekst- of woordenboeken in het Ambachts, maar het dialect is nog aanwezig onder de autochtone bevolking.
Opvallend is de Utrechtse, aa-achtige uitspraak van de korte a ("Taambaacht"), die uit het Alblasserwaards moet zijn overgewaaid.

## Voorbeeld van Ambachts
Mijn opoe had vroeger nog wel 's de krullemus op as ze weg gong. Dat hek nog wel 's gezien toen ik klaain mannechie was. Vral sundes zette ze dat ding op. Ze weunde nie op Tambacht maor op d'n Dam en daer zaggie wel meer van die ouwe vrouwchies in de dracht maor laeter ok nie meer.
Vertaling: Mijn oma had vroeger weleens de krullenmuts (Zuid-Hollandse klederdracht) op als ze weg ging. Dat heb ik nog weleens gezien toen ik een klein jongetje was. Vooral 's zondags zette ze die op. Ze woonde niet in Hendrik-Ido-Ambacht, maar in de Oostendam en daar zag je wel meer van die oude vrouwtjes met die kleding, maar later ook niet meer.